# Sant Pol de Sant Joan de les Abadesses
Sant Pol de Sant Joan de les Abadesses és una església romànica del municipi de Sant Joan de les Abadesses (Ripollès) declarada bé cultural d'interès nacional. Les restes de l'antiga església parroquial de Sant Pol estan a prop del monestir de Sant Joan, al centre de la vila.

## Descripció

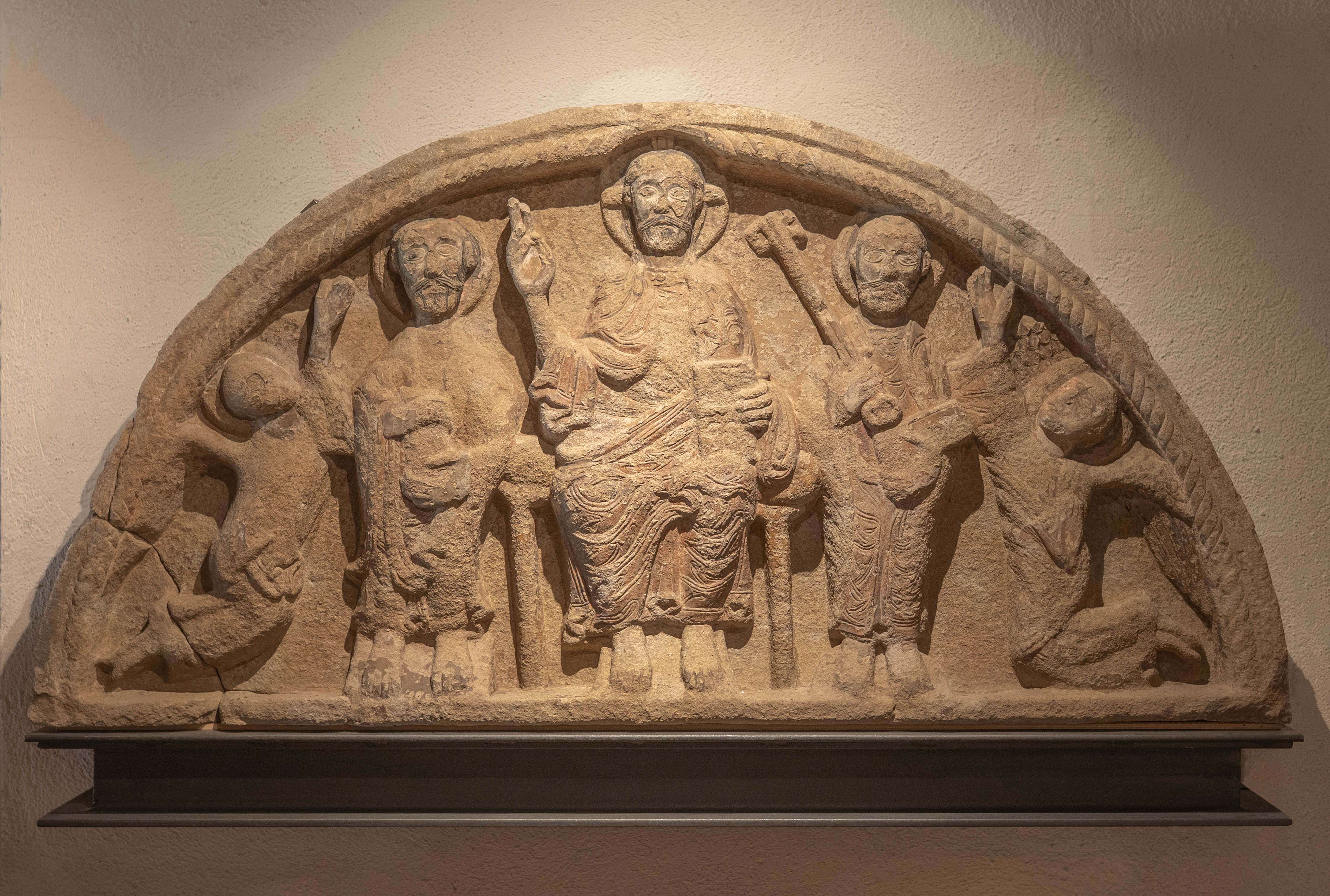
Timpà església Sant Joan i Sant Pau, Sant Joan de les Abadesses, ca. 1150

Actualment de l'edifici només en resta la capçalera i el frontis, ja que ha desaparegut tota la nau que les enllaçava. Es poden veure els tres absis disposats en forma de trèvol, que sostenen la cúpula sobre trompes que sosté la torre campanar del segle xviii. L'absis central, a llevant, presenta com a decoració una simple cornisa sostinguda per petites mènsules. El de migjorn té al ràfec arcuacions llombardes amb ornamentació esculpida als permòdols. El de tramuntana té la part superior destruïda. La portada, situada a la façana de ponent, és d'arcs en degradació, dos dels quals sostinguts per columnes amb capitells i timpà esculpit amb la representació de Crist entronitzat flanquejat per sant Pau i sant Pere i un àngel a cada extrem.

## Història
L'església, bastida a principis del segle xii, fou ampliada el 1728 amb una nau a cada costat, i una façana de coronament ondulat. El 1851 deixà de ser parròquia (funció que passà a l'antiga col·legiata del monestir). El 1936 fou destruïda, i l'abandonament subsegüent menà a la ruïna progressiva de l'edifici. Els anys 1960 se'n consolidà la part subsistent de la construcció romànica.